# Nora Koppen

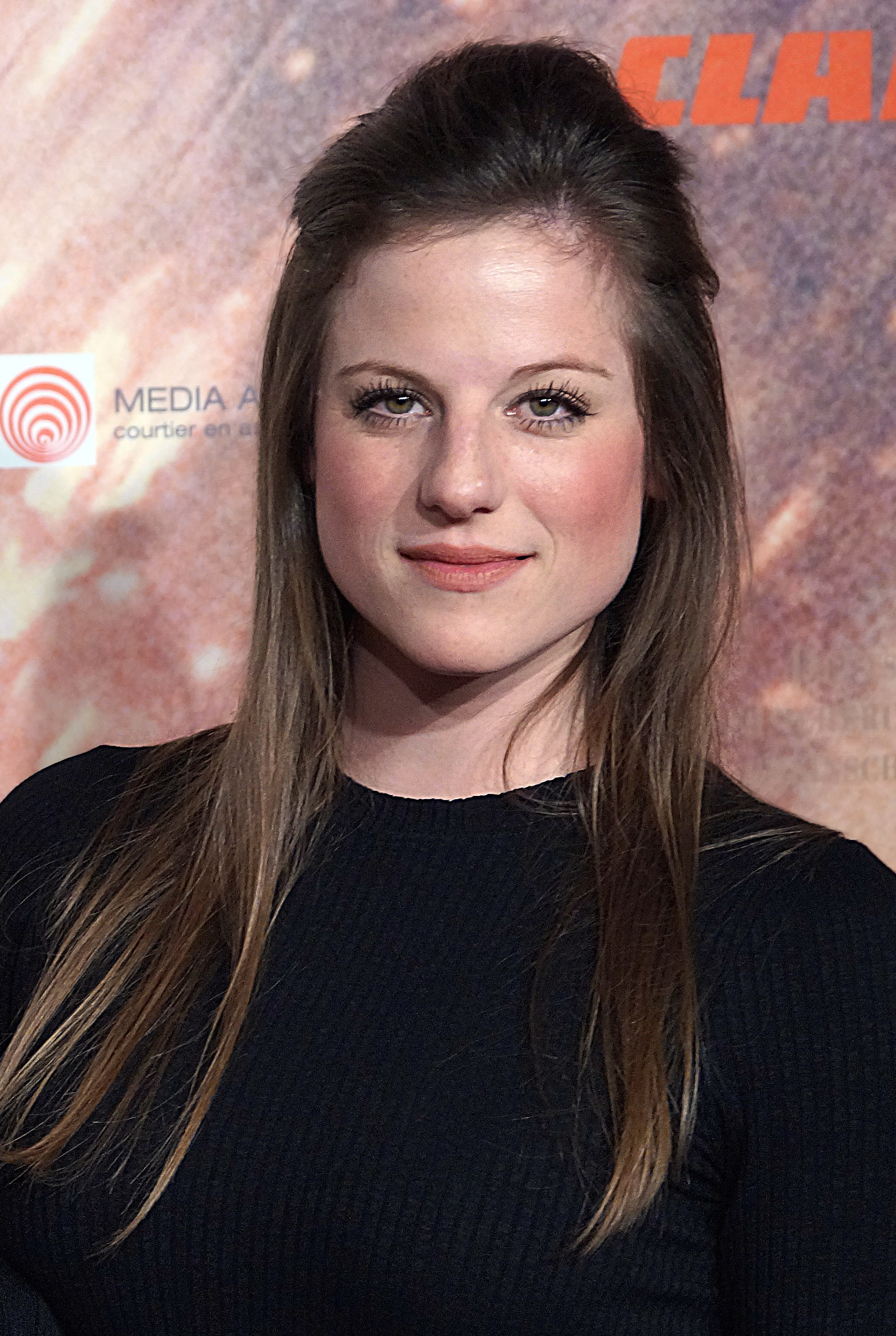
Nora Koppen bei der Premiere der 300. Folge von Alarm für Cobra 11 (2016)

Nora Koppen (* 8. September 1989 in Köln) ist eine deutsche Schauspielerin und Synchronsprecherin, die durch ihre Hauptrolle der Elli Schneider in der RTL-Daily Soap Unter uns bekannt wurde.

## Leben und Karriere
Nora Koppen spielte als Jugendliche dreizehn Jahre lang leistungsorientiert Basketball bei Köln 99ers. Von 2011 bis 2014 besuchte sie die nach eigenen Angaben größte private Schauspielschule im deutschsprachigen Raum, die Kölner Arturo Schauspielschule.
2014 spielte Koppen die Erato in Die Troerinnen an der Kölner Bühne der Kulturen unter der Regie von Roland Hüve. Im gleichen Jahr spielte sie am Arturo Theater unter der Regie von Ulrich Marx die Rolle der Friederike in dem Stück Teleoperator sowie in dem Stück Loma unter Regie von Bianca Lehnard die Rolle der Anni Anderson.
Ab dem 18. September 2015 verkörperte Koppen in Unter uns die Rolle der Elli Schneider, die in der Daily Soap mit drei anderen gemeinsam eine Dach-WG bewohnt. Am 16. Oktober 2018 verließ sie die Serie auf eigenen Wunsch, indem die von ihr verkörperte Figur den Serientod starb.

## Filmografie
- 2015–2018: Unter uns (Fernsehserie)
- 2019: In aller Freundschaft (Fernsehserie, Folge Blockaden)
- 2020: Sunny – Wer bist du wirklich? (Fernsehserie, 1x12)
- 2023: Da hilft nur beten!